# День работника полиции Армении
«День работника полиции Армении» (арм. Ոստիկանության աշխատողի օր) — профессиональный праздник сотрудников армянских правоохранительных органов, который отмечается в республике Армения ежегодно, 16 апреля. «День полиции» не является в стране нерабочим днём, если, в зависимости от года, не попадает на выходной.

## История и празднование
«День работника полиции Армении» сравнительно молодой праздник. Впервые, 16 апреля он отмечался в 2002 году. Дата для его празднования была выбрана не случайно, ровно за год до этого, 16 апреля 2001 года Национальной Ассамблеей Армении был принят «Закон о полиции», который регулирует понятие армянской полиции, её задачи и полномочия, правовые основы и принципы, обязанности и права, структуру, порядок ответственности, государственные гарантии правового и социального обеспечения, а также принципы контроля за финансированием, материально-техническим обеспечением и деятельностью полиции.
Именно это историческое событие и дало начало празднику именуемому «День работника полиции Армении».
Уже традиционно, в «День работника полиции Армении», руководство государства и высшие полицейские чины поздравляют своих подчинённых с этим профессиональным праздником, а наиболее отличившиеся сотрудники награждаются государственными наградами, внеочередными воинскими званиями, памятными подарками, правительственными грамотами и благодарностями командования.
Так, например, Президент Армении Роберт Седракович Кочарян в 2007 году, в своей поздравительной речи приуроченной к этому празднику сказал следующее:

«Уважаемые работники полиции и ветераны, от всего сердца поздравляю вас с Днем полиции. Желаю безопасной и плодотворной службы. В демократическом обществе полицейский должен внушать доверие и чувство безопасности. Ваш рейтинг в обществе напрямую связан с объёмом преступности в стране и процентом раскрываемости преступлений. Выполняя ряд задач, возложенных на вас государством, вы непосредственно общаетесь с гражданами. Желаю вам, чтобы вы всегда с большой ответственностью, достойно и успешно делали своё трудное дело».

Эта цитата наглядно свидетельствует о важности той роли, которую выполняют полицейские страны в нынешних армянских реалиях.